# Liste der FFH-Gebiete in der Stadt Amberg
Die Liste der FFH-Gebiete in der Stadt Amberg zeigt die FFH-Gebiete der Oberpfälzer Stadt Amberg in Bayern. Teilweise überschneiden sie sich mit bestehenden Natur-, Landschaftsschutz- und EU-Vogelschutzgebieten.
In der Stadt befindet sich ein und zum Teil mit anderen Landkreisen überlappendes FFH-Gebiet.
| Vils von Vilseck bis zur Mündung in die Naab |  | 6537-371 WDPA: 555521596 | Landkreis Schwandorf, Landkreis Amberg-Sulzbach, Amberg | auch in Landkreis Regensburg | ⊙ | 621,95 |  |
| Legende für Fauna-Flora-Habitat              |  |                          |                                                         |                              |   |        |  |